# Блажкун Онисія Степанівна
Они́сія Степа́нівна Блажку́н (1925—2013) — український педагог, відмінник народної освіти, директор музею історії Бердичева.

## З життєпису
Народилася 1925 року в селі Стара Синява на Проскурівщині, закінчила 9 класів середньої школи у селі Нова Синявка, подальшому навчанню завадила війна.
Під час Онисія Блажкун з іншими дівчатами була примусово вивезена на примусові роботи до Німеччини. Працювала спочатку при бельгійському кордоні на будівництві цеху, потім вивчилася на зварювальника. Намагалася втекти, але її схопили; 1944 році її серед інших ув'язнених звільнили англо-американські війська. Вже перебуваючи на території з радянськими військами, пройшла курси медичних сестер та готувалася йти на фронт. Однак до того часу війна закінчилась, Онисія повернулася додому восени 1945-го.
1946 року подала документи до Вінницького медичного інституту, однак не вистачило документів, взяли у Вінницький педагогічний інститут, поступила на історичний факультет. Під час навчання познайомилась із кадровим військовим Ростиславом Львовичем Шпицею, за якого невдовзі вийшла заміж.
1952 року закінчила навчання, вже виховуючи маленького сина, отримала направлення в Уланівську школу (що на Вінниччині), згодом переїхала до чоловіка, що служив у Бердичеві. Тут працювала викладачем у вечірній школі для працюючої молоді — при бердичівському Будинку офіцерів. Згодом звідувач міськвідділу освіти запропонував роботу в середній школі № 1.
21 рік працювала вчителем історії в міській середній школі № 1, нагороджена знаком «Відмінник народної освіти УРСР».
1972 року призначена директором бердичівської школи № 14. 1980 року Онисія Блажкун завершила роботу та вийшла на заслужений відпочинок. Але вже 1982 року, коли виникла ідея відновлення Бердичівського міського музею історії, справу доручили Онисії Блажкун.
З чоловіком виховала сина та дочку.
1995 року полишила посаду директора музею та вийшла на відпочинок. Померла Онисія Блажкун 23 квітня 2013 року, похована в Бердичеві на загальноміському кладовищі.